# Le Bailleul
Le Bailleul est une commune française, située dans le département de la Sarthe en région Pays de la Loire, peuplée de 1 217 habitants.
La commune fait partie de la province historique de l'Anjou (Baugeois).

## Géographie
Le Bailleul est une commune du Haut-Anjou sarthois, surnommé le « Maine angevin ». Elle est située à 12 km au nord de La Flèche et 40 km au sud du Mans. Elle dépend du canton de Malicorne-sur-Sarthe.
| Parcé-sur-Sarthe, Louailles | Parcé-sur-Sarthe | Arthezé                  |
| Louailles                   | du Bailleul      | Villaines-sous-Malicorne |
| La Chapelle-d'Aligné        | Crosmières       | Crosmières               |

### Climat
Pour des articles plus généraux, voir Climat des Pays de la Loire et Climat de la Sarthe.
En 2010, le climat de la commune est de type climat océanique altéré, selon une étude du CNRS s'appuyant sur une série de données couvrant la période 1971-2000. En 2020, Météo-France publie une typologie des climats de la France métropolitaine dans laquelle la commune est exposée à un climat océanique et est dans la région climatique  Moyenne vallée de la Loire, caractérisée par une bonne insolation (1 850 h/an) et un été peu pluvieux. 
Pour la période 1971-2000, la température annuelle moyenne est de 11,5 °C, avec une amplitude thermique annuelle de 14,3 °C. Le cumul annuel moyen de précipitations est de 681 mm, avec 11,4 jours de précipitations en janvier et 6,3 jours en juillet. Pour la période 1991-2020, la température moyenne annuelle observée sur la station météorologique de Météo-France la plus proche, sur la commune de Thorée-les-Pins à 18 km à vol d'oiseau, est de 12,1 °C et le cumul annuel moyen de précipitations est de 744,6 mm,. Pour l'avenir, les paramètres climatiques de la commune estimés pour 2050 selon différents scénarios d'émission de gaz à effet de serre sont consultables sur un site dédié publié par Météo-France en novembre 2022.

## Urbanisme

### Typologie
Au 1er janvier 2024, Le Bailleul est catégorisée bourg rural, selon la nouvelle grille communale de densité à sept niveaux définie par l'Insee en 2022.
Elle est située hors unité urbaine. Par ailleurs la commune fait partie de l'aire d'attraction de Sablé-sur-Sarthe, dont elle est une commune de la couronne,. Cette aire, qui regroupe 39 communes, est catégorisée dans les aires de moins de 50 000 habitants,.

### Occupation des sols
L'occupation des sols de la commune, telle qu'elle ressort de la base de données européenne d’occupation biophysique des sols Corine Land Cover (CLC), est marquée par l'importance des territoires agricoles (87,1 % en 2018), en diminution par rapport à 1990 (88,8 %). La répartition détaillée en 2018 est la suivante : 
terres arables (40,6 %), prairies (40,2 %), forêts (9 %), zones agricoles hétérogènes (4,2 %), zones industrielles ou commerciales et réseaux de communication (2,3 %), cultures permanentes (2 %), zones urbanisées (1,6 %). L'évolution de l’occupation des sols de la commune et de ses infrastructures peut être observée sur les différentes représentations cartographiques du territoire : la carte de Cassini (XVIIIe siècle), la carte d'état-major (1820-1866) et les cartes ou photos aériennes de l'IGN pour la période actuelle (1950 à aujourd'hui).

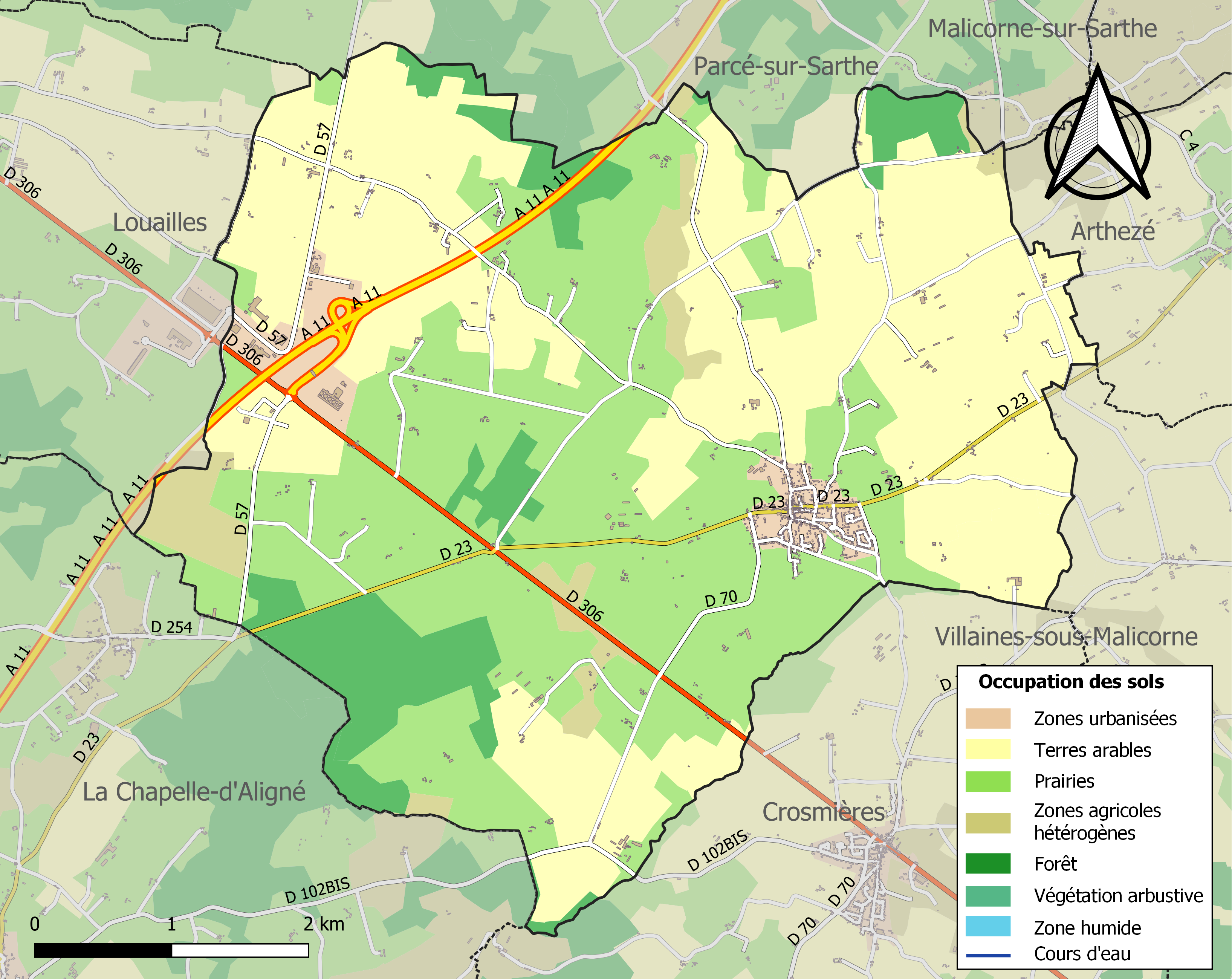
Carte des infrastructures et de l'occupation des sols de la commune en 2018 (CLC).

## Toponymie
Le nom de la localité est attesté sous la forme de Balliolo vers 1100. L'origine du toponyme n'est pas clairement établie. Il peut être issu de l'anthroponyme latin Ballius associé au gaulois ialo, « champ », ou encore du bas latin balliolum, « enclos, enceinte ».
Le gentilé est  Bailleulois.

## Histoire
Sous l'Ancien Régime, la paroisse du Bailleul fait partie de la sénéchaussée angevine de La Flèche et de l'ancienne province d'Anjou. Elle est rattachée au pays d'élection de La Flèche.
Lors de la Révolution française, la commune est, comme toutes celles de la sénéchaussée de La Flèche, rattachée au nouveau département de la Sarthe. En 1801, lors du Concordat, la paroisse est détachée du diocèse d'Angers pour celui du Mans.

## Héraldique
| Armes du Bailleul | Les armoiries du Bailleul se blasonnent ainsi[réf. nécessaire] : D'or à l'écusson de sable, surmonté d'une tête de licorne coupé d'argent, accompagné de trois carreaux d'orangé posés en losange, 2 et 1, le tout accosté de deux vergettes de gueules, chacune accostée d'un filet en pal du même, à dextre pour celle dextre et à senestre pour celle de senestre ; à la filière d'azur. |

## Politique et administration
| Période                                  | Période   | Identité                  | Étiquette | Qualité                    |
| ---------------------------------------- | --------- | ------------------------- | --------- | -------------------------- |
| 1989 (?)                                 | mars 2008 | Roger Hubert              |           | Directeur d'école primaire |
| mars 2008                                | mars 2014 | Marie-Christine Chailleux |           | Assistante dentaire        |
| mars 2014                                | mai 2020  | Éric David                |           | Aide-soignant              |
| Les données manquantes sont à compléter. |           |                           |           |                            |

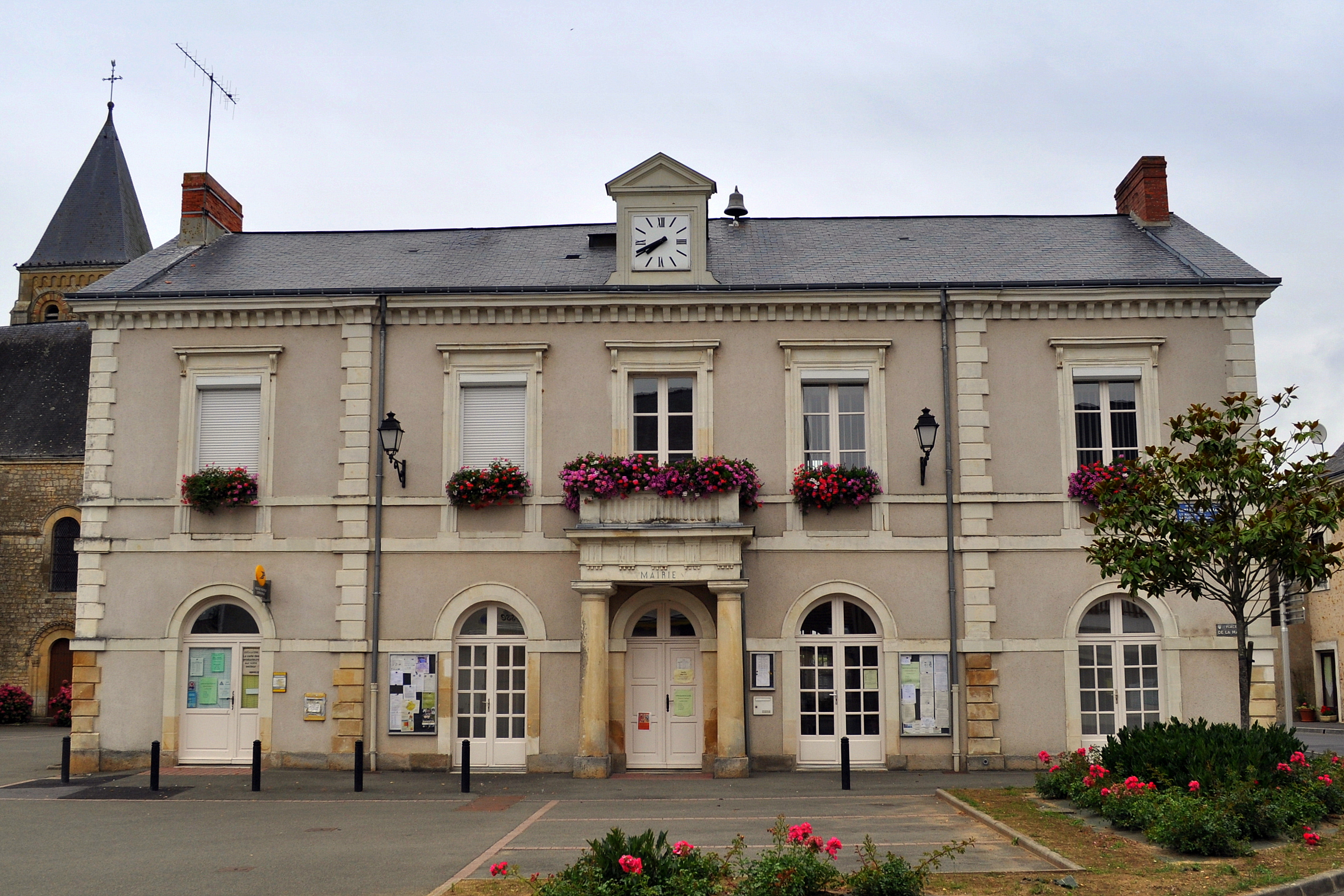
La mairie.

Le conseil municipal est composé de quinze membres dont le maire et trois adjoints.

## Démographie
L'évolution du nombre d'habitants est connue à travers les recensements de la population effectués dans la commune depuis 1793. Pour les communes de moins de 10 000 habitants, une enquête de recensement portant sur toute la population est réalisée tous les cinq ans, les populations de référence des années intermédiaires étant quant à elles estimées par interpolation ou extrapolation. Pour la commune, le premier recensement exhaustif entrant dans le cadre du nouveau dispositif a été réalisé en 2005.
En 2022, la commune comptait 1 217 habitants, en évolution de −2,09 % par rapport à 2016 (Sarthe : −0,25 %, France hors Mayotte : +2,11 %).
| 1793 | 1800 | 1806 | 1821  | 1831  | 1836  | 1841  | 1846  | 1851  |
| ---- | ---- | ---- | ----- | ----- | ----- | ----- | ----- | ----- |
| 945  | 872  | 961  | 1 031 | 1 067 | 1 062 | 1 108 | 1 158 | 1 114 |

| 1856  | 1861  | 1866  | 1872  | 1876  | 1881  | 1886  | 1891  | 1896  |
| ----- | ----- | ----- | ----- | ----- | ----- | ----- | ----- | ----- |
| 1 081 | 1 091 | 1 101 | 1 053 | 1 109 | 1 078 | 1 044 | 1 040 | 1 024 |

| 1901 | 1906  | 1911 | 1921 | 1926 | 1931 | 1936 | 1946 | 1954 |
| ---- | ----- | ---- | ---- | ---- | ---- | ---- | ---- | ---- |
| 986  | 1 004 | 955  | 908  | 900  | 901  | 921  | 888  | 910  |

| 1962 | 1968 | 1975 | 1982 | 1990 | 1999 | 2005  | 2006  | 2010  |
| ---- | ---- | ---- | ---- | ---- | ---- | ----- | ----- | ----- |
| 887  | 810  | 780  | 787  | 787  | 850  | 1 080 | 1 120 | 1 234 |

| 2015  | 2020  | 2022  | - | - | - | - | - | - |
| ----- | ----- | ----- | - | - | - | - | - | - |
| 1 240 | 1 214 | 1 217 | - | - | - | - | - | - |

## Lieux et monuments
- Chapelle Sainte-Anne, 1659. Elle est située au cimetière et fondée par le sieur de la Neillère. À l'intérieur, le sol est recouvert de pavés de terre cuite.
- Église Saint-Pierre, néoromane, du XIXe siècle, inscrite au titre des Monuments historiques depuis le 13 septembre 2007[24].
- Croix hosannière et chapelle Sainte-Anne du cimetière, construite en 1659 par monsieur de Neillères.
- La maison de la Croix Verte, du XVe siècle, ancien prieuré de l'Ordre de Malte, puis collège.
- Sentier découverte en zone humide.
- La maison du Plat-d'Étain, du XVe siècle, ancienne hostellerie de l'ordre de Malte.

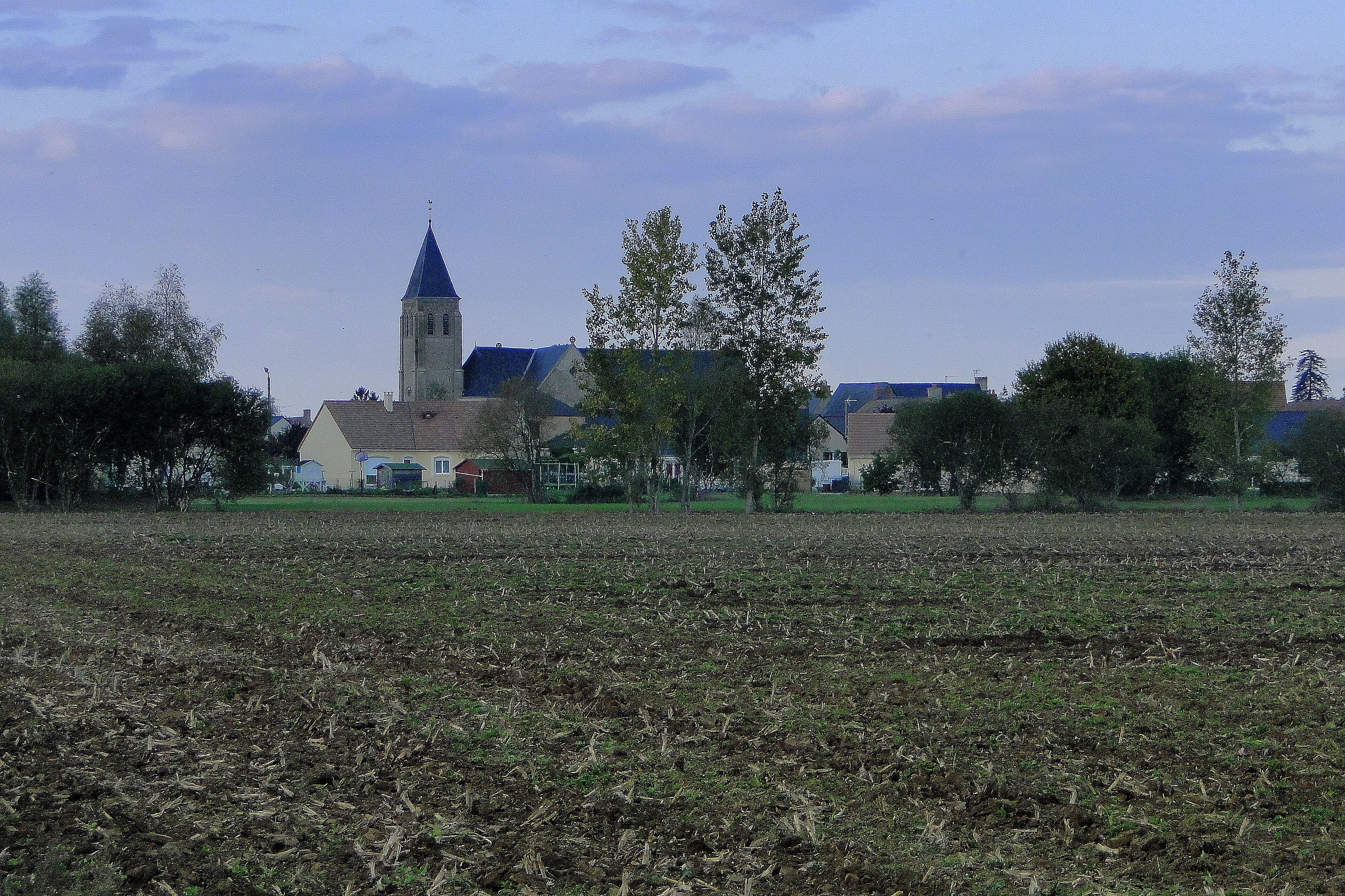
Vue générale.
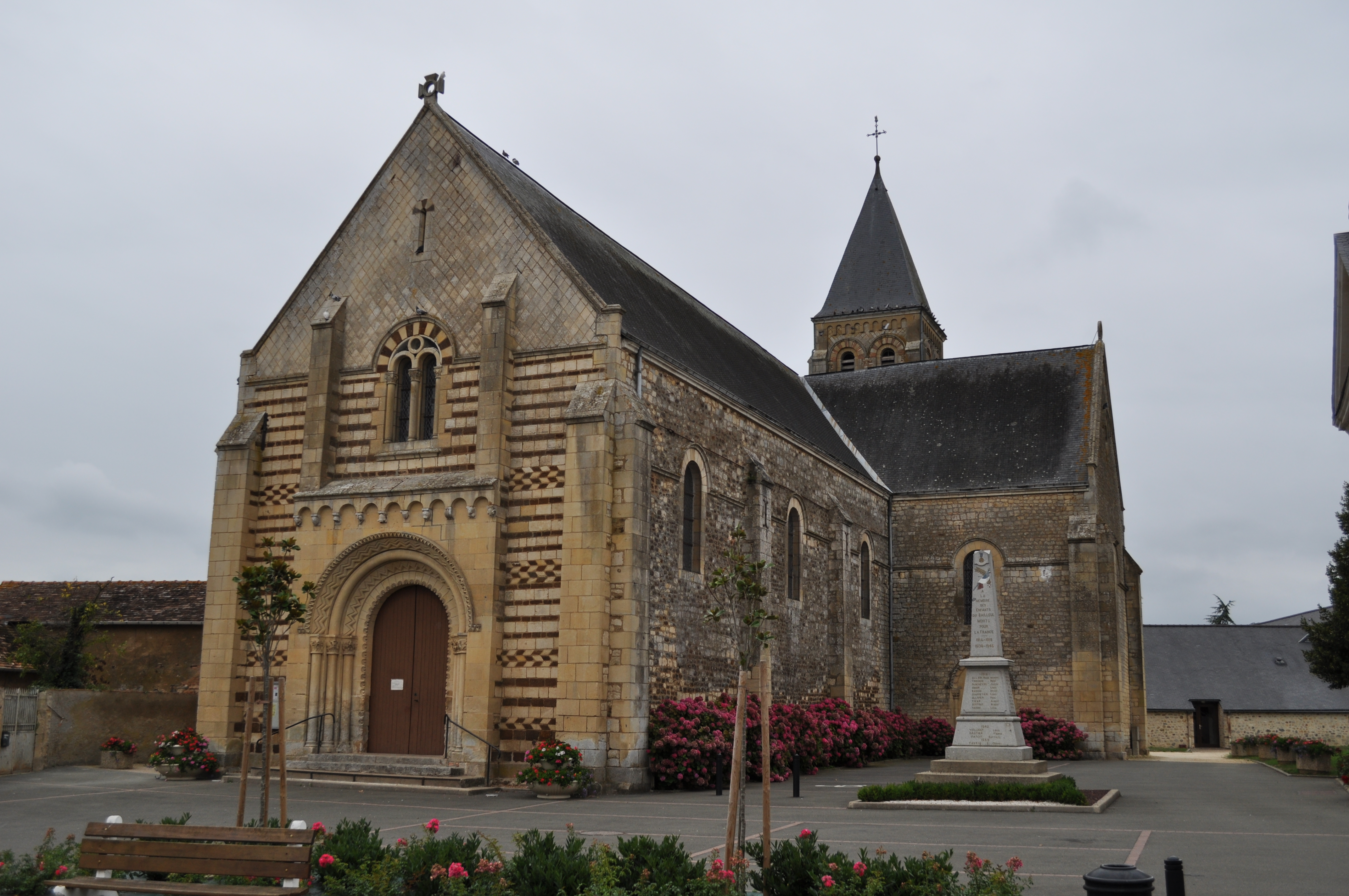
L'église Saint-Pierre.
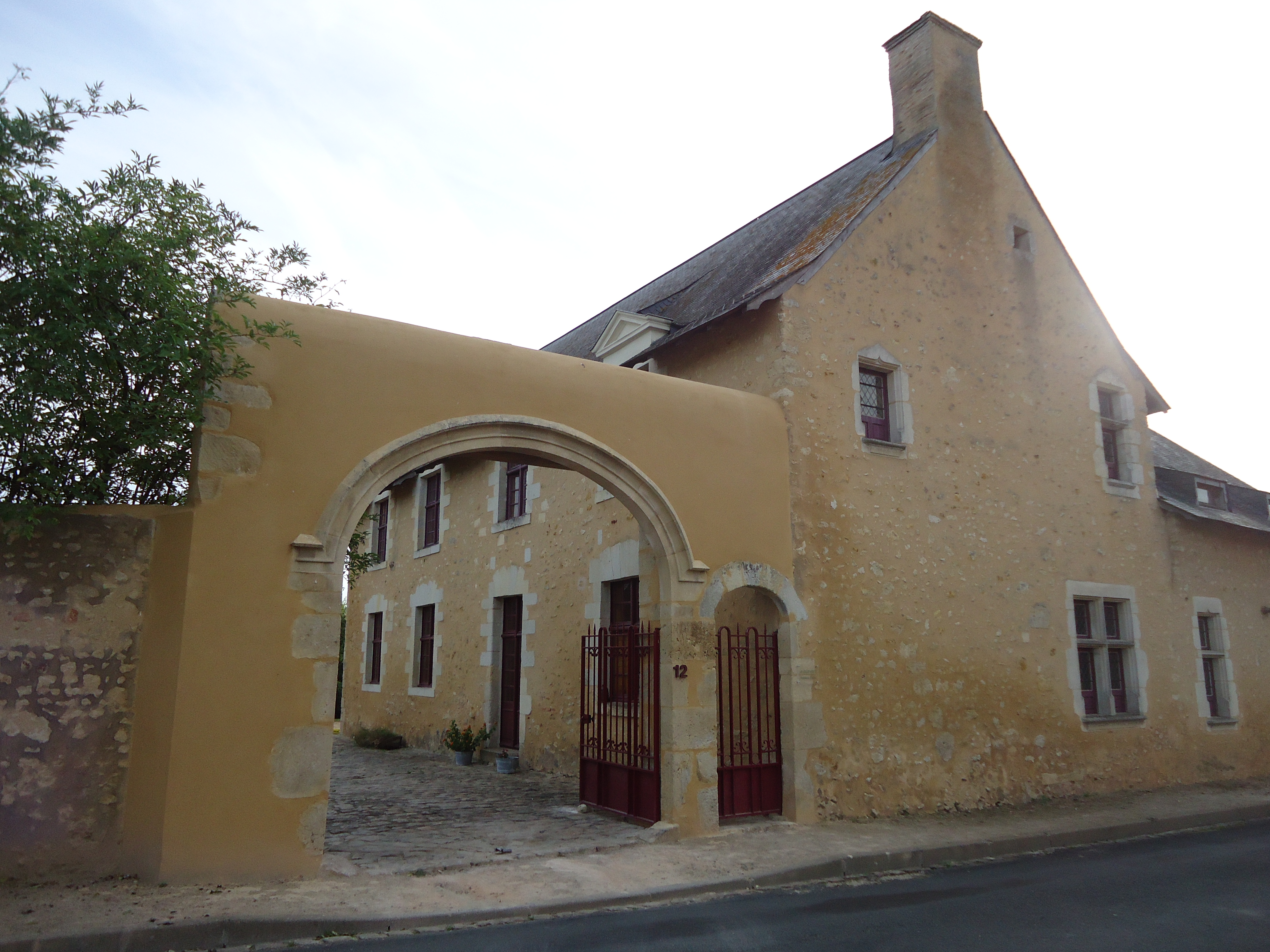
La maison de la Croix Verte.

## Activité et manifestations

### Sports
La Société sportive du Bailleul Sports fait évoluer deux équipes de football en divisions de district.

### Manifestations
- Fête des Pommes (deuxième dimanche d'octobre)[26].

## Personnalités liées
- René Choppin (1537 au Bailleul - 1606), jurisconsulte.